# مانويل هاغت
مانويل هاغت (بالفرنسية: Manuel Huguet)‏ هو دراج فرنسي، ولد في 28 نوفمبر 1918، وتوفي في 18 أبريل 1995.

## وصلات خارجية
- مانويل هاغت على موقع أرشيف الدراجات (الإنجليزية)
- مانويل هاغت على موقع إحصائيات الدراجات الإحترافية (الإنجليزية)